# Prisomera spinosissimum
Prisomera spinosissimum är en insektsart som först beskrevs av Brunner von Wattenwyl 1907.  Prisomera spinosissimum ingår i släktet Prisomera och familjen Phasmatidae. Inga underarter finns listade i Catalogue of Life.